# Боттиея
Боттие́я, Ботти́я, Боттиеида (др.-греч. Βοττιαία, ή Βοττία, ή Βόττεια, ή Βοττιαιΐς, лат. Bottiaea) — историческая область в северной Греции, в Македонии, на Салоникской равнине между реками Лудиас и Аксьос (Вардар), вокруг ныне осушенного озера Яницы. Первоначально в стране обитали фракийцы. Позже, область была занята македонянами, после того как они бросили фракийцев на восток. В период римского завоевания эта область со столицей Пеллой находилась в Македонии Третьей (лат. Macedonia Tertia), области между реками Аксьос и Пиньос.

Области третьей принадлежат знаменитые города Эдесса, Берея, Пелла, а также земли Веттиев, воинственного племени; тут обитает и великое множество галлов и иллирийцев, неутомимых земледельцев.— Тит Ливий. История от основания. XLV, 30, 5
Название Боттия (Боттиея) связано с племенем боттиев (др.-греч. Βοττιαῖοι), чьё этническое происхождение — эллинское или варварское — остаётся предметом дискуссий. По преданию боттиеи были критского происхождения и прибыли оттуда под предводительством Боттона. Боттии в VII или VI веке до н. э. были вытеснены македонянами на полуостров Халкидики, в область у залива Паллены (Касандра), получившую название Боттика (Βοττική).